# Migorybia miranda
Migorybia miranda là một loài bọ cánh cứng trong họ Cerambycidae.